# Нарспи (имя)
Нарспи́ (чув. Нарспи) — чувашское женское имя дохристианского периода. 

## Происхождение
Этимологически восходит к чувашскому нарăс «февраль» (< перс. навруз) + пи(ке) «госпожа», компонент  женских имён (другие имена с этим компонентом: Эветпи, Илепи, Укапи, Шелепи, Хунерпи). 

Данным именем нарекались девочки, рождённые в феврале.

Имя стало особенно популярным после издания в 1908 году одноименной поэмы Константина Иванова и до сих пор встречается в чувашской среде. «Имя героини поэмы Константина Иванова олицетворяет в массовом сознании само представление о чувашской женщине». 

Литературовед С.А. Александров (Убасси) отмечает, что до появления поэмы К.В. Иванова в чувашской среде бытовало менее благозвучное женское имя Нарпи́. 